# Ouled Aïssa (Boumerdès)
Ouled Aïssa (în arabă أولاد عيسى) este o comună din provincia Boumerdès, Algeria.
Populația comunei este de 7.685 de locuitori (2008).